# Садибний провулок (Житомир)
Садибний прову́лок — провулок у Богунському районі Житомира. Назва топоніму пов'язана із садибним характером забудови.

## Розташування
Розташований на Мальованці, на теренах Закам'янки.

## Історія
Провулок виник і сформувався у 1950-х роках на вільних від забудови землях між існуючими садибами вздовж вулиць Радивілівської та Скульптора Олішкевича.
У 1958 році закріплена назва 3-й Пролетарський провулок.
Відповідно до розпорядження Житомирського міського голови від 19 лютого 2016 року № 112 «Про перейменування топонімічних об'єктів та демонтаж пам'ятних знаків у м. Житомирі», 3-й Пролетарський провулок перейменований на Садибний провулок.
Під час громадських обговорень пропонувалося перейменувати об'єкт на 2-й Павликівський провулок.